# Stig Brøgger
Stig Brøgger (født 8. december 1941, død 8. februar 2021) var en dansk maler grafiker, fotograf og billedhugger. Han var tidligere (1981-97) professor ved Kunstakademiet i København
I 1974 stiftede Stig Brøgger i samarbejde med Hein Heinsen og Mogens Møller Institut for Skalakunst

## Priser og Legater
- I.R. Lund 1968-69
- Det stoltenbergske rejselegat 1969
- Statens Kunstfonds 3-årige stipendium 1971
- Hielmstierne-Rosencrone 1976
- Æreslegat fra E. Hansens forskningsfond 1988